# Loon (Bohol)

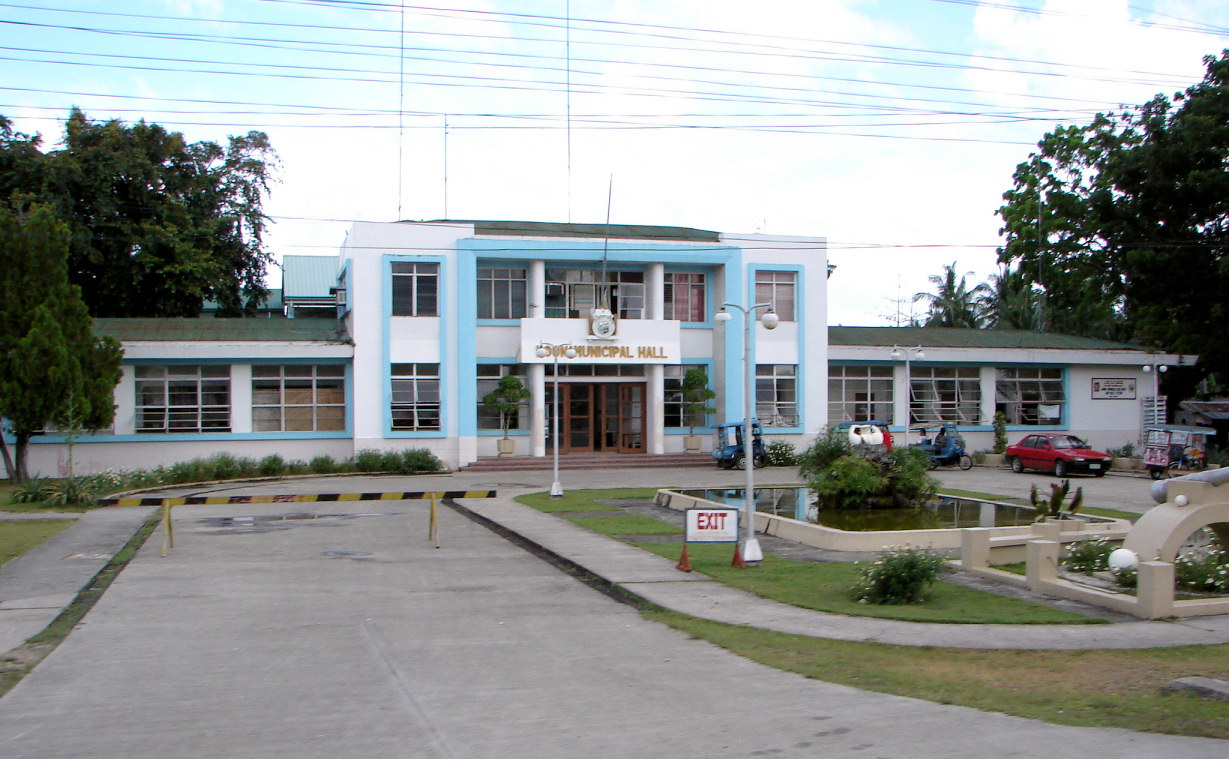
Gemeentehuis

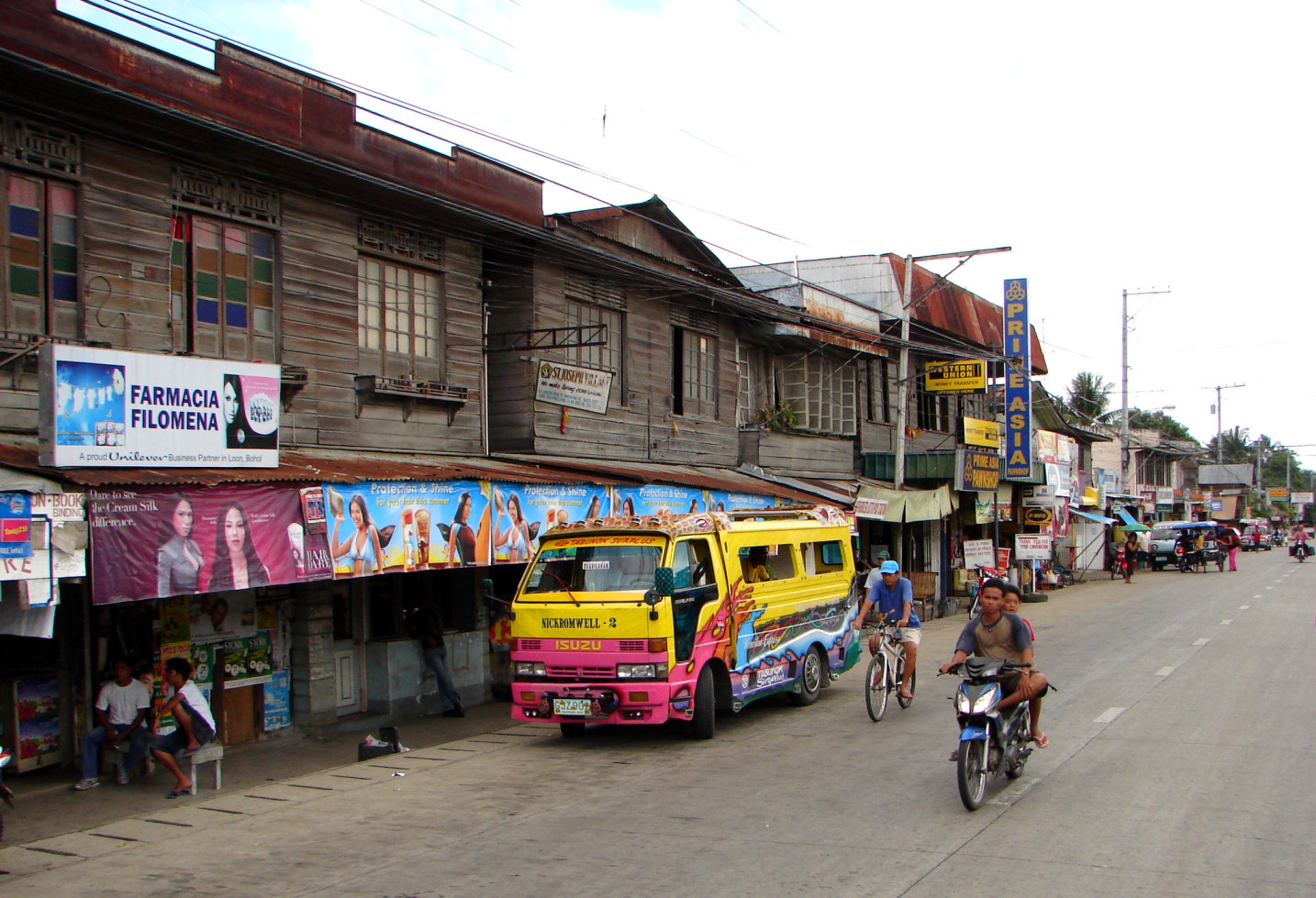
Hoofdstraat en centrum van Loon

Loon is een gemeente in de Filipijnse provincie Bohol op het gelijknamige eiland. Bij de census van 2015 telde de gemeente ruim 43 duizend inwoners.

## Geografie

### Bestuurlijke indeling
Loon is onderverdeeld in de volgende 57 barangays:
| - Agsoso - Badbad Occidental - Badbad Oriental - Bagacay Katipunan - Bagacay Kawayan - Bagacay Saong - Bahi - Basac - Basdacu - Basdio - Biasong - Bongco - Bugho - Cabacongan - Cabadug - Cabug - Calayugan Norte - Calayugan Sur - Canmaag - Cambaquiz - Campatud - Candaigan - Canhangdon Occidental | - Canhangdon Oriental - Canigaan - Canmanoc - Cansuagwit - Cansubayon - Catagbacan Handig - Catagbacan Norte - Catagbacan Sur - Cantam-is Bago - Cantaongon - Cantumocad - Cantam-is Baslay - Cogon Norte - Cogon Sur - Cuasi - Genomoan - Lintuan - Looc - Mocpoc Norte - Mocpoc Sur - Nagtuang - Napo | - Nueva Vida - Panangquilon - Pantudlan - Pig-ot - Moto Norte - Moto Sur - Pondol - Quinobcoban - Sondol - Song-on - Talisay - Tan-awan - Tangnan - Taytay - Ticugan - Tiwi - Tontonan - Tubodacu - Tubodio - Tubuan - Ubayon - Ubojan |

## Demografie
Loon  had bij de census van 2015 een inwoneraantal van 43.034 mensen. Dit waren 234 mensen (0,5%) meer dan bij de vorige census van 2010. Ten opzichte van de census van 2000 was het aantal inwoners gegroeid met -2.181 mensen (-4,8%). De gemiddelde jaarlijkse groei in die periode kwam daarmee uit op -0,32%, hetgeen lager was dan het landelijk jaarlijks gemiddelde over deze periode (1,84%).

De bevolkingsdichtheid van Loon  was ten tijde van de laatste census, met 43.034 inwoners op 113,36 km², 379,6 mensen per km².